# Miller Bluffs
Die Miller Bluffs sind eine Reihe steiler, nach Osten ausgerichteter Felsenkliffs im westantarktischen Ellsworthland. Sie erstrecken sich über eine Länge von 25 km in westnordwestlicher Richtung ausgehend von der Mündung des Newcomer-Gletschers in den Gromshin Heights der Sentinel Range des Ellsworthgebirges.
Der US-amerikanische Polarforscher Lincoln Ellsworth fotografierte den nördlichen Teil des Bluffs bei seinem Transantarktisflug am 23. November 1935. Der United States Geological Survey kartierte die Formation im Jahr 1961 anhand von Luftaufnahmen der Flugstaffel VX-6 der United States Navy. Das Advisory Committee on Antarctic Names benannte es 1972 nach dem US-amerikanischen Politiker George Paul Miller (1891–1982), Vorsitzender des Ausschusses für Weltraumfragen im Kongress der Vereinigten Staaten, der sich für die Komplettierung der US-amerikanischen Forschungsaktivitäten in der Antarktis zwischen 1958 und 1972 eingesetzt hatte.